# Sikorsky R-6
O Sikorsky R-6 foi um Helicóptero militar, sucessor do Sikorsky R-4, projetado por Igor Sikorsky em 1943.

## Desenvolvimento
O R-6 Hoverfly II foi desenvolvido para melhorar o sucesso do Sikorsky R-4. A fim de melhorar o desempenho de uma nova fuselagem aerodinâmica, juntamente com um alongamento do rotor de cauda, porém o rotor principal e o sistema de transmissão do R-4 foram mantidos. Mais tarde, modificações dinamicamente equilibradas para o rotor foram realizadas pela Doman Helicopters Inc. A nova aeronave poderia atingir 100 mph (160 km/h) em comparação com os 90 mph (140 km/h) do R-4.
A produção inicial era da Sikorsky, mas a maioria dos exemplos foram construídos pela Nash-Kelvinator. Alguns protótipos da aeronave foram equipados com motores mais potentes depois.
Nos anos 1940 e 1950, a exemplo do R-4, modelos do R-6 foram equipados com flutuadores convertendo-se em helicópteros anfíbios. 

## Uso civil
Após a Segunda Guerra ter terminado, alguns helicópteros foram "desmilitarizados", se tornando próprio para uso civil, como turismo, transporte particular e comercial.

## Operadores
Estados Unidos
- Força Aérea Americana
- Marinha dos Estados Unidos
- Forças Aéreas do Exército dos Estados Unidos

 Reino Unido
- Força Aérea Real

## Imagens

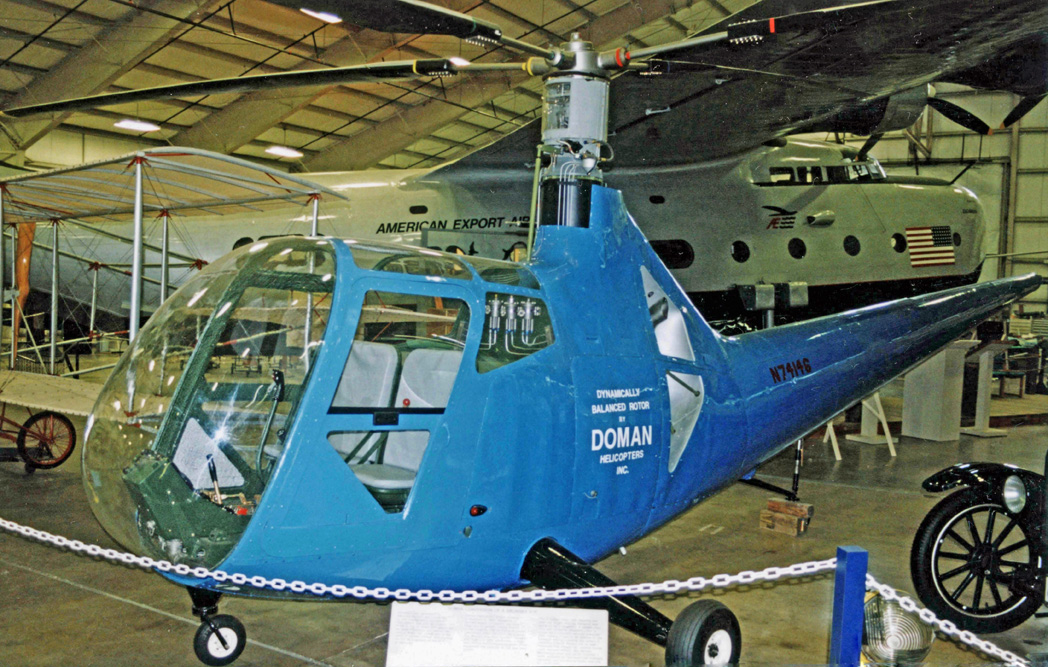
Uma versão civil do R-6.
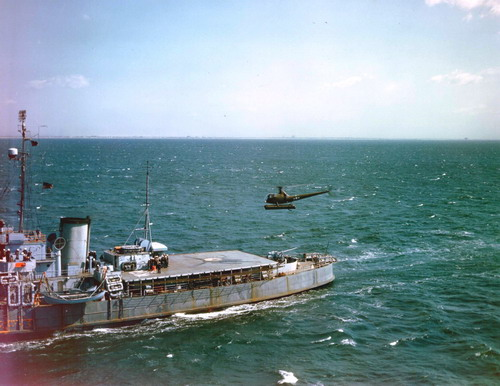
Um R-6 pousando num navio, em uma rara fotografia colorida de 1944.
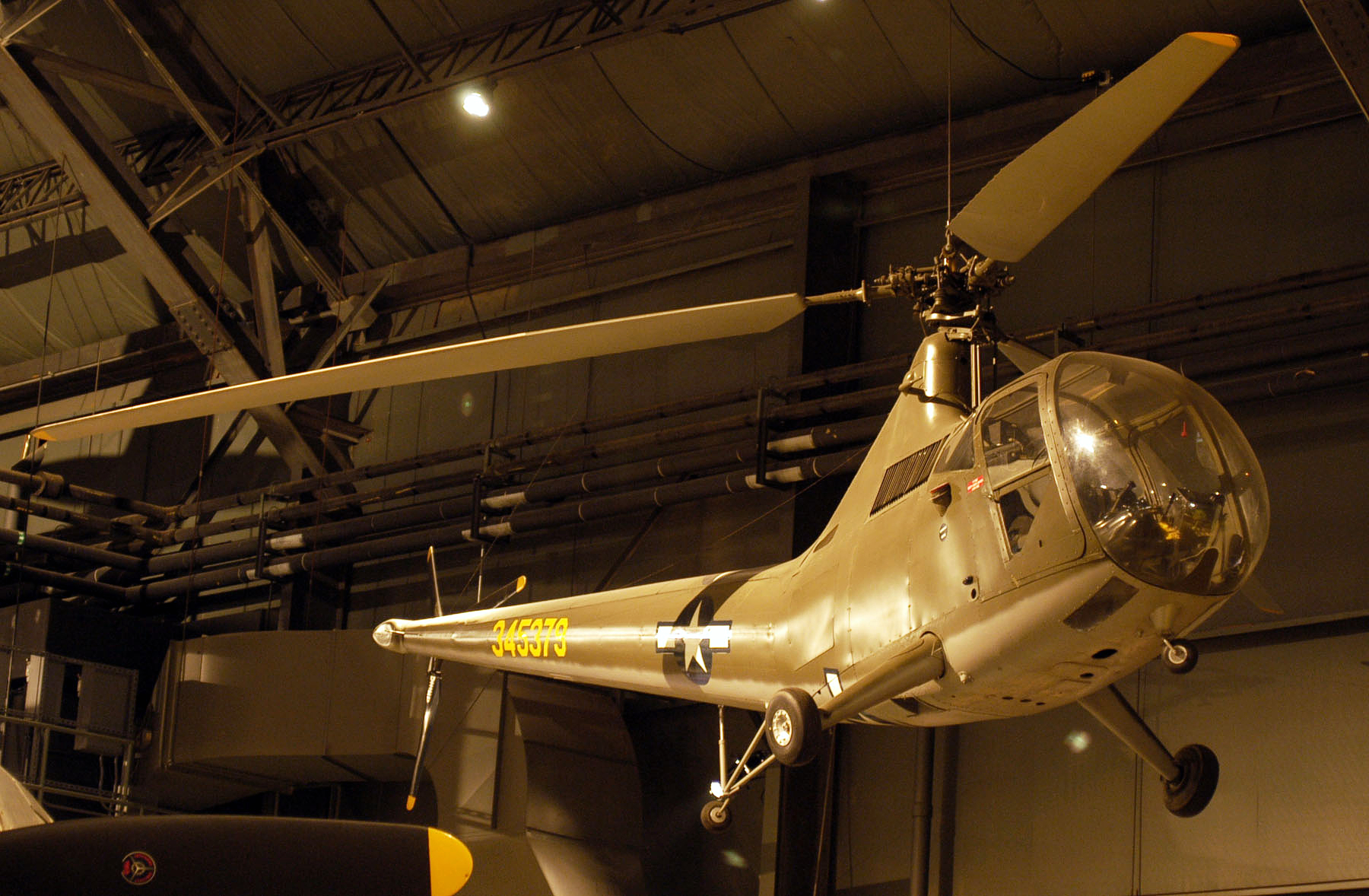
Um R-6 da Força Aérea Americana.